# 藤田智彦
藤田 智彦（ふじた ともひこ、1974年（昭和49年）4月7日 - ）は、日本語教師、AKT秋田テレビの元アナウンサー。秋田県秋田市生まれ。

## 経歴
秋田県立秋田高等学校、法政大学文学部卒業後、1998年に入社。2003年3月に退社。『めざましテレビ』の中継アナウンサーとして知られる。同期のアナウンサーは、武藤綾子。
2003年、秋田市・雄和町で在住外国人のための日本語支援活動に参加。同年12月、日本語教育能力検定試験に合格し、日本語教師資格を取得。
2004年、日本語教師の研修のため英国留学。2005年4月から2008年3月まで新潟県佐渡市のケーブルテレビ局、佐渡テレビジョンでキャスター。2008年4月から2010年3月まで山形県の県域民放局さくらんぼテレビジョンで記者兼カメラマン。
2008年6月に発生した岩手・宮城内陸地震では、FNN取材団の一員として現場からの中継を担当。
2010年4月から韓国ソウルで日本語教師。
2015年4月から関西大学留学生別科で特任常勤講師。
2019年4月から国際交流基金ソウル文化センター（嶺南地域担当）で日本語専門家を務める。

## 担当番組
- 井戸端チャンネル（コーナーリポーター）
- AKTスーパーニュース（スーパースポーツ担当）
- テレビア〜ンi455（キャスター）
- 今日も昼ドキ!!ランチボックス（ナレーション）
- めざましテレビ（全国中継担当）